# Friedrich Germann
Heinrich Friedrich Germann (* 1. April 1820 in Wittgensdorf; † 9. Oktober 1878 in Marienbad) war ein deutscher Mediziner und Hochschullehrer. Er sprach sich gegen Impfung und Impfzwang aus und entwickelte eine Technik zur Einleitung der Frühgeburt.

## Leben und Wirken
Nach dem Besuch des Blochmann-Vitzthum’schen Gymnasiums in Dresden in den Jahren 1832 bis 1840 studierte Germann von 1840 bis 1842 Theologie und Philosophie an der Universität Leipzig und schloss bis 1848 ein Medizinstudium in Leipzig und an den Universitäten Prag, Wien und Budapest an. Er promovierte 1848 in Leipzig und unternahm danach Bildungsreisen. 1849 habilitierte er sich in Leipzig und gründete eine Poliklinik, die 1856 als Staatsanstalt mit der Klinik für Geburtshilfe vereinigt wurde. Ab 1861 war er außerordentlicher Professor der Geburtshilfe und Gynäkologie an der Universität Leipzig. Als er sich wegen seiner angeschlagenen Gesundheit zu einer Kur in das böhmische Marienbad begab, starb er dort an einem Schlaganfall.
Er war Mitglied verschiedener medizinischer und wissenschaftlicher Gesellschaften.

## Publikationen (Auswahl)
- Die geburtshilfliche Poliklinik zu Leipzig in ihrem Vertheidigungskampfe gegen Hofrath Prof. Jörg. Leipzig, 1853.
- Antikritik. Leipzig, 1855.
- Einrichtung und Regulativ der geburtshilflichen Poliklinik zu Leipzig. Leipzig, 1856.
- Drei und zwanzig Fälle von künstlicher Erregung der Frühgeburt nebst Bemerkungen darüber. Leipzig, 1860.
- Bericht über die Ereignisse der geburtshilflichen Poliklinik innerhalb des Decenniums von 1849–59. In: Monatsschrift für Geburtskunde, 1859.
- Ueber innere Beckenmessung nebst Beschreibung zweier neuer Instrumente für diesen Zweck und 6 Tafeln Abbildungen. Ebenda.
- Vorschläge zur Abwehr der Syphilis und zur Milderung ihrer Folgen. Leipzig, 1873.
- Ein offenes Wort gegen Impfung und Impfzwang. Leipzig, 1873.
- Petition an den hohen deutschen Reichstag um Aufhebung des allgemeinen Impfzwangs. Leipzig 1878.